# Poetic Champions Compose
Poetic Champions Compose es del decimoséptimo álbum de estudio del músico norirlandés Van Morrison, publicado por la compañía discográfica Mercury Records en septiembre de 1987. En palabras del biógrafo Brian Hinton: «Poetic Champions Compose es un álbum mucho mayor que la suma de sus partes, que rezuma un sentido de calma y optimismo».

## Grabación
Poetic Champions Compose fue grabado en los Wool Hall Studios de Beckington durante el verano de 1987 con Mick Glossop como ingeniero de sonido. El músico fue citado durante la época diciendo que «los psicólogos te dirán que los artistas tienen que estar en un estado de desesperación antes de que produzcan un gran trabajo, pero a mí no me lo parece... En mi caso sé que no creo un mejor trabajo. Produzco mejor cuando estoy confrome. No puedo crear ese sentimiento si estoy en un estado de conflicto». Johnny Rogan sintió que destacaba sus «compromisos para crear un estilo de música más contemplativo» y que lo que salió en el álbum fue «un elevado sentido de éxtasis, purificación y renovación».
En un primer momento, Morrison intentó que la mitad de Poetic Champions Compose fuera un disco instrumental de jazz, pero a medida que las letras iban surgiendo en su mente, según el propio Morrison, el músico abandonó la idea. Aun así, la primera canción de cada cara del álbum, originalmente editado en vinilo, así como el último tema, fueron instrumentales.
Según Brian Hinton, «Spanish Steps» es «una melodía tan tranquila como una balsa de aceite». La lectura de filosofía se hizo evidente en canciones como«Alan Watts Blues», mientras que Sócrates y Platón son mencionados en «I Forgot That Love Existed», así como la frase de Rudolf Steiner sobre la importancia de «pensar con el corazón y sentir con la mente». Fiachra Trench llevó a cabo la orquestación y los arreglos de viento en «The Mystery». El álbum también incluyó dos baladas de gran popularidad, «Queen of the Slipstream» y «Someone like You». La única canción no compuesta por Morrison fue la canción tradicional «Sometimes I Feel Like a Motherless Child», cuya temática radica en la búsqueda del Reino de Dios. Por su parte, «Give Me My Rapture» y «Did Ye Get Healed?» constituyen declaraciones poderosas y optimistas de las profundas prioridades espirituales en su música.

## Recepción
La reseña de Allmusic se refirió al álbum como «otro de los discos artísticos» que Morrison había estado produciendo desde quizás Common One, pero calificó como un «poco chocante» que «Morrison comenzara a desprenderse de su autoimpuesta camisa de fuerza, metiendo un poco de arena en la música, incluso si el disco está firmemente instalado en medios tiempos y baladas». Por otra parte, la revista Rolling Stone comentó que: «A diferencia de otros artistas de pop que responden a los cambios de gusto con desesperación, persiguiendo tendencias sin rumbo, Morrison se ha retirado a su deliberada musa celta, refinando los logros del pasado y cavando más profundo en los bordes de su inspiración».

## Lista de canciones
Todas las canciones escritas y compuestas por Van Morrison excepto donde se anota. 
| Cara A |                                            |              |          |  |
| N.º    | Título                                     | Escritor(es) | Duración |  |
| 1.     | «Spanish Steps»                            |              | 5:20     |  |
| 2.     | «The Mystery»                              |              | 5:16     |  |
| 3.     | «Queen of the Slipstream»                  |              | 4:55     |  |
| 4.     | «I Forgot That Love Existed»               |              | 4:17     |  |
| 5.     | «Sometimes I Feel Like a Motherless Child» | Tradicional  | 4:27     |  |

| Cara B |                      |          |  |
| N.º    | Título               | Duración |  |
| 1.     | «Celtic Excavation»  | 3:17     |  |
| 2.     | «Someone like You»   | 4:06     |  |
| 3.     | «Alan Watts Blues»   | 4:24     |  |
| 4.     | «Give Me My Rapture» | 3:44     |  |
| 5.     | «Did Ye Get Healed?» | 4:06     |  |
| 6.     | «Allow Me»           | 3:53     |  |

## Personal
Músicos
- Van Morrison: guitarra, armónica, saxofón alto y voz.
- Neil Drinkwater: piano y sintetizador.
- Martin Drover: trompeta y fliscorno.
- Royce Jones: batería y percusión.
- Steve Pearce: bajo
- Mick Cox: guitarra principal en «I Forgot That Love Existed» y «Alan Watts Blues».
- June Boyce: coros
- Fiachra Trench: órgano en «Give Me My Rapture».
- Richie Buckley: saxofón alto y flauta en «Sometimes I Feel Like a Motherless Child».
- Kate St. John: oboe en «Sometimes I Feel Like a Motherless Child».

Equipo técnico
- Van Morrison: productor musical
- Mick Glossop: ingeniero de sonido
- Steve Rapport Direct Art Green Ink.: fotografía
- Sian Williams: coordinador
- Fiachra Trench: arreglos de cuerdas y vientos.
- Paul Ridout: programación de sintetizadores.

## Posición en listas
| País           | Lista                    | Posición |
| -------------- | ------------------------ | -------- |
| Estados Unidos | Billboard 200            | 90       |
| Nueva Zelanda  | New Zealand Music Charts | 21       |
| Países Bajos   | Mega Albums Top 100      | 13       |
| Reino Unido    | UK Albums Chart          | 26       |
| Suecia         | Swedish Albums Chart     | 19       |